# 绥远城
绥远城，俗称“满城”、“新城”，是清朝设置的一座八旗驻防城。原址位于綏遠城廳，在绥远城的基础上，形成了如今內蒙古自治區呼和浩特市的新城区。

## 历史

### 修建
呼和浩特在蒙古语中意为“青色的城”。呼和浩特原来分为新、旧两城，旧城由土默特蒙古俺答汗始建于明朝万历九年（1581年），明廷命名为“归化城”；新城始建于清朝雍正十三年（1735年），乾隆四年竣工（1739年），清廷命名为“绥远城”。
康雍乾時期，漠西卫拉特蒙古准噶尔部势力强大，準噶爾汗國不断袭扰喀尔喀蒙古。雍正七年（1729年），清军兵分两路进击西北。雍正九年（1731年），清军与准噶尔部在和通泊激战，清军惨败，只得退兵。雍正十年（1732年），准噶尔部3万军队进击喀尔喀蒙古，在额尔德尼召（光显寺）遭到额驸策凌率领的蒙古兵的打击，惨败而回。清军和准噶尔部均无力再开战。同年，双方决定议和，经过谈判划定阿爾泰山為准噶尔部与喀尔喀蒙古之间的游牧区界线。
后来，西北八旗防务系统变化，清朝认为右卫驻防城过于靠南，不利于进击准噶尔部及控制内札薩克蒙古西部的蒙古诸部。所以雍正十三年（1735年），朝廷决定在内蒙古、外蒙古分别修建一座新城，用以屯驻军队防御准噶尔。其中在内蒙古，为安排自漠北撤回的八旗军队，并为就近监控归化城土默特、乌兰察布盟、伊克昭盟等蒙旗，清廷决定在归化城东北五里处勘定一处新的城址，即日后的绥远城，用于右卫驻防八旗兵北移屯居，以及安排自漠北撤回的八旗军队。外蒙古则建鄂尔昆城，在今蒙古国前杭爱省哈拉和林东北。
《清实录》记载：“乾隆二年三月庚戌（十七日）总理事务王大臣议奏，归化城盖造新城，去右卫二百里，无庸添设将军，请将右卫将军移驻新城，止添副都统二员，仍留原处亦归并将军管辖，所有家选兵二千名，热河兵一千名。著该处照原议办理。”右卫将军旺昌从乾隆二年三月开始移驻归化新城，当时工程尚未完工，新城没有起名。两个月后，旺昌奏请“赐归化城新城佳名”，乾隆帝遂赐“满汉名曰‘绥远城’”，这就是说乾隆二年五月后，新城便正式定名“绥远城”。
乾隆二年（1737年），驻守山西右卫的建威将军旺昌奉旨改驻绥远城，改称“绥远城将军”。其府衙即绥远城将军衙署。到1909年之前，清廷的绥远城将军共78任，均在此管理驻扎。清朝最后一位绥远城将军是宣统末年的堃岫。
《绥远城驻防志》一书记载：“雍正十三年奉旨兴工建造城垣，至乾隆二年竣工，周围九里十三步，高二丈九尺五寸，顶阔二丈五尺，底阔4丈，四门楼门二重，东门曰‘迎旭’，南门曰‘承薰’，西门曰‘阜安’，北门曰‘镇宁’。周围角楼4座，城上四面‘堆拨’（满语意为驻兵之所）八处，每处建盖房三间。具奏，奉旨赐满汉名曰‘绥远城’。” 
绥远城内除了绥远城将军衙署、八旗兵“老官房”之外，还有各种庙宇。由于绥远城内以满八旗驻军为主，所以又称“满城”。此处是滿洲地區之外满族人集中的城市之一。

### 演变
绥远城原本是一座军事驻防城。但在清末由盛而衰，其城市功能不断变化。乾隆四年（1739年），增设“绥远城理事同知厅”，简称“绥远城厅”。乾隆六年（1741年），山西省在归化城设“归绥道”（全称“归绥分巡等处地方兵备道”），管辖归化城厅、绥远城厅等等各厅。1912年，绥远城厅改置绥远县，治绥远城。因和归化县两县同治一城，1913年绥远县并入归化县。绥远城从此结束了独立治理的局面。1914年，归化县改为归绥县。后来逐步发展为如今的呼和浩特市。一直到1949年绥远和平解放，古老的绥远城虽然功能大变，但仍保留了早期的基本布局。1951年后，绥远城的城墙及城内原有的建筑陆续拆除，现仅存原绥远城东北角的部分城墙。

## 现状
2002年底至2003年，内蒙古自治区文化厅组织专家对清代绥远城墙修缮进行了实测及设计，并且号召呼和浩特市民捐献旧城砖用来维修城墙。 残存的城墙位于呼和浩特市北垣街，已经残破不堪。维修工程计划投资600万元，对绥远城城东、城北的两段600余米的残城墙实施保护性维修，修复防御工事4座，修复角楼一个、哨卡4个，女儿墙千余米、射箭城垛等设施，主体工程原本计划在2003年内完工。但该工程实际上迟迟未能启动。2005年，呼和浩特市文物事业管理处表示，绥远城城墙抢救保护维修工程实施方案已出台，然而因为资金尚未到位，该工程暂时无法启动。
今天，绥远城将军衙署及其东北数百米外的一段清代绥远城墙作为“绥远城墙和将军衙署”合并公布为第六批全国重点文物保护单位。

## 建筑
绥远城西门外瓮城内，原来立有《敕建绥远城碑》，为乾隆四年（1739年）兵部尚书管归化城都统事务通智撰写，现已无存。碑文载于《归绥县志·金石志》（原无标点，□为原文缺字）：

我朝道隆化洽，东渐于海，南被炎荒，西越昆仑，喁喁向内。重驿进九，北条尤踔远。山经之所未载，圣人之所弗通。奔走率□□□□忱，天子嘉其意，抚之愈至，归向益坚。遂饬兵部尚书管归化城都统事务臣通智，议建城驻兵，张控制之势，昭一统之规焉。城在归化城之东北五里许，大青山拥其后，伊克图尔根、巴罕图尔根之水抱其前，喀尔沁之水带其左，红山口之水会其右。地势宽平，山林拱响，实当翁稳岭喀尔沁口军营之卫。副都统臣瞻岱、户部员外郎□□文澜、钦天监副臣李廷耀、都统臣丹津，涉献在原，相度既深，询谋佥同，乃请于朝。奉旨令王常以右卫建威将军移驻兹土□，臣正山代，升任古北提督臣瞻岱□□□。务于乾隆丁巳季春三月即工，乾隆已未之夏六月工竣，钦定佳名曰绥远城。周一千九百有六十丈，其高二丈有四尺，其巅之厚如其高，其址之厚，增其高之三之一。炮台四十有四，四十布四围，四当四隅。睥睨之高五尺有七寸，女墙三尺五寸。城之门四，南曰承薰、北曰镇宁、东曰迎旭、西曰阜安，皆出圣裁。门之楼四，楼各五楹，箭楼四，楼各三楹，角楼四，楼各七楹。昼夜巡查兵之队子房八，皆列城上。门外之桥各一，泻水河一，石桥二，瓮城祠庙各一，队子房各一。城内遵祀典建神祠，关帝庙一、城隍庙一、旗纛庙一、马神庙一。按职守以寺舍仓库一，将军衙门一，兵户司衙署各一，笔贴式住房四，副都统衙署二，理事厅衙门一，固山大住房十二，佐领住房六十，防御住房六十，骁骑校住房六十，仓库大使衙署各一，官学八，钟鼓楼一。积贮之仓十有五，仓各七楹，合一百有五楹，在城之东南隅。四街市房一千有五百有三十。城西教武场，场之内演武厅一。八旗之甲士各有家室，居处计一万有二千间，以实其内焉。□此城池、门楼、□祠、寺舍、仓库之材□，而后购营缮之匠，瓴甓之陶，涂蔇之用，必选其良材。美而且坚，经画无漏。董督有方，皆仰请圣训。而奉行惟谨，用成永固之基，为军民久安之所。以上副圣天子安内全外，一视同仁之至意，煌煌乎盛事也哉。总理工程事务建威将军臣王常、管理工程事务内务府郎中臣正山，夙兴夜寐，未尝感言瘁。而监工诸有司之勤，亦有不可没者。例得备书，勒之于石。俾后之往来于斯，与夫守斯上者有所震动，恪恭而兴起云岂。

乾隆四年已未六月之榖辰立
碑文中的大臣“正山”应为“王山”，雍正末年王山任内务府郎中，曾负责监修雍正帝的泰陵；乾隆二年二月上谕“古北口提督员缺，著副都统瞻岱补授。瞻岱所管归化城工程著王山前往管理。”
绥远城有东、西、南、北四个城门。南门为承薰门，北门为镇宁门，东门为迎旭门，西门为阜安门。1950年代，城门在城市建设中被拆毁，城门上的石匾被埋入地下。承熏门石匾于1984年出土，镇宁门石匾于2004年出土，现在两块石匾收藏于将军衙署博物馆。石匾均以满文、汉文、蒙古文三种文字书写城门名称。
绥远城城墙现仅存东北隅城墙，其中北墙残存245米，东墙残存453米，总计698米。东北隅仅存角楼遗址一处。2001年，呼和浩特市文物事业管理处组织人员对残留的绥远城城墙进行勘察后，简要叙述了城墙现状：

1、城墙主体
城墙以外侧包砌的城墙体保存较好，只是顶端挑檐砖下有高1-1.8米不等的剥蚀残损较为严重。
城墙内侧夯土墙身，有人为开凿孔洞8处，最大孔洞可达4.5×３×２.1米，不少孔洞严重坍塌，对城墙夯土层安全造成了一定的损害，是城墙现存的最大隐患。
东墙南端、北墙西端墙体断面暴露，夯土层受到雨水渗透造成水土流失，虽用砖予以补砌，但收分度不合比例，仍有开裂塌落，安全隐患十分严重。
内侧墙身60%的部位有临建靠墙搭建，露明夯土墙面见有夯土层剥蚀的部位，最大剥蚀深度可达15-20厘米。
2、垛墙与女儿墙
城墙外侧雉堞墙身及内侧女儿护墙，除几处残存之外，95%的部位基本失存，局部地段的残损甚至波及墙体下部，致使内侧夯土层、外墙墙体局部开裂、坍塌。周边杂土堆积，造成排水孔堵塞、内侧排水石槽部分失存，现存多数排水不畅，造成局部渗漏和水土流失。
3、墙顶地平
城墙墙顶地平铺地城砖所剩无几，亦有后来改铺的地面和利用旧砖临时铺设的小便道，95%基层夯土暴露、杂土堆积，野草、树木滋生，积存雨水就地自渗，破坏了夯土的结构。
东城墙墙顶地平上深挖沟壕达300多米，又有局部掏洞取土现象，造成地表灰土夯层的破坏，积水直接浸袭底层的素土夯筑层，形成很大隐患。
北城墙墙顶地平上挖电缆井七处，造成地表灰土夯层的破坏，积水直接浸袭底层的素土夯筑层。
4、马面
马面的墙体残损与墙体相类，顶部雉堞全部失存，挑檐砖残破或失存，局部转角有榆树生长，根系对墙体造成扩张膨胀和开裂，隐患之大，破坏程度之深可见一斑。
5、角楼遗址
东北角楼失毁不存，现状仅存基址。所幸有关柱基位置清晰、原建面阔、进深尺寸明显，为一面阔六间、进深两间角式砖木结构角楼。从历史照片中可知，屋顶形式为折角歇山式。外侧墙身见有双层箭孔，每层8孔，两间共32孔为军事功能设施。
6、堆拨（哨屋，又称敌楼）

堆拨（哨屋）全部失存。由于马面地平积土甚多，清理后可望发现遗址。
绥远城的重要碑刻还有：
- 《重修绥远北门城楼碑记》：同治九年（1870年）立，绥远城将军定安撰文，山西学政江南道监察御史龚承钧书丹。原碑立在绥远城北门外瓮城五道庙内，后来五道庙被毁，此碑埋入路边。后来修北垣街，该碑出土，1980年代末移至绥远城太清宫院内，碑文已模糊不清。《绥远通志稿·城市》有节选。《归绥县志·金石志》录有全文。[2]
- 《绥远城浚濠种树碑记》：同治九年（1870年）立，绥远城将军定安撰文，山西学政江南道监察御史龚承钧书丹。原碑立于绥远城西门外瓮城内。今已断成两截，碑座无存，此碑现存呼和浩特市博物馆。[2]
- 《绥远城创建长白书院碑记》：同治十二年（1873年）立，广东陆军提督张曜撰文并书丹。此碑是卧碑，原来镶嵌在长白书院大门西壁，今已无存。拓片现存呼和浩特市博物馆。[2]
- 《启秀书院碑记》：该碑正面题“永垂不朽”四个楷书大字。碑文正文是光绪四年（1878年），绥远城将军瑞联写的将长白书院更名为启秀书院的奏折。该碑是光绪六年（1880年）由绥远城举人合色贲等刻碑纪念。该碑现存呼和浩特市博物馆。[2]

- 南门承薰门原件，满、汉、蒙文字
- 北门镇宁门原件，满、汉、蒙文字